# Francisco Ibáñez
Francisco Ibáñez Talavera (Barcelona, 15 de marzo de 1936-Barcelona, 15 de julio de 2023) fue un historietista español perteneciente a la segunda generación o generación del 57 de la Escuela Bruguera junto a autores como Figueras, Gin, Nadal, Raf, Segura y Martz Schmidt. Creador de multitud de series humorísticas, entre las que destaca Mortadelo y Filemón, muchas de ellas se perciben en España como un emblema esencial de varias generaciones y muchos otros dibujantes de cómic posteriores reconocen su gran influencia.
Además de Mortadelo y Filemón, también fue el responsable de series como 13, Rue del Percebe, Rompetechos, El botones Sacarino, Pepe Gotera y Otilio y Chicha, Tato y Clodoveo. Desde la década de 1990 se centró casi exclusivamente en Mortadelo y Filemón. Entre otras distinciones ha sido condecorado con la Medalla de Oro al Mérito en las Bellas Artes en 2002.

## Biografía

### Infancia e inicios
Francisco Ibáñez Talavera nació en Barcelona el 15 de marzo de 1936, cuatro meses antes de que estallara la guerra civil española, en el seno de una familia de clase media baja, compuesta por el padre, de origen valenciano y contable de profesión; la madre, de origen andaluz, y tres hermanos. Desde muy pequeño, desarrolló una gran afición por los tebeos y el cine cómico estadounidense. En octubre de 1947, con once años, se publicó su primer dibujo en la revista Chicos.
Tras finalizar la enseñanza primaria en las Escuelas Guimerá, Ibáñez empezó a estudiar contabilidad, banca y Peritaje Mercantil y en 1950 entró a trabajar como botones en el Banco Español de Crédito, labor esta que dos años después empezó a compaginar con colaboraciones en las revistas Nicolás, Chicolino, La hora del recreo, Alex, Liliput, El Barbas y sobre todo en las dos cabeceras humorísticas de la Editorial Marco: La Risa e Hipo, Monito y Fifí. En ellas creó portadas y series como Kokolo (1952), Melenas (1954), Don Usura (1955) y Haciendo el indio (1955), la primera de cierto éxito del autor, al ser reproducida también en el suplemento semanal de La Prensa de Barcelona. Destacaba además entre todos los autores de la editorial por una violencia que anticipaba la de sus futuras creaciones.

### Profesionalización
En el verano de 1957, Ibáñez, que ganaba ya más como dibujante que como ayudante de cartera y riesgos en la banca, decidió dedicarse por completo a la historieta y, además de seguir colaborando con las publicaciones de la Editorial Marco, entró a formar parte de la plantilla de Paseo infantil, que desapareció al poco tiempo y donde creó series como Pepe Roña y continuó la serie Loony de Alfons Figueras.
Simultáneamente, empezó en agosto a colaborar con la potente Bruguera, que entonces necesitaba imperiosamente nuevos dibujantes tras la marcha de sus principales artistas a Tío Vivo. En Bruguera Ibáñez aportó inicialmente páginas de chistes sobre un tema determinado o un deporte para Pulgarcito y las centrales de El DDT y Selecciones de Humor de El DDT, ya que, como explicaba Armando Matías Guiu, "el chiste era el primer paso para conseguir un personaje de las revistas".
El 20 de enero de 1958, trabajando ya en exclusiva para Bruguera y tras la aprobación del director artístico de la misma, Rafael González, Ibáñez publicó la primera entrega de Mortadelo y Filemón en la revista Pulgarcito. Desde entonces, y durante la década de 1960, fue creando y adaptando algunos de sus mejores series para diferentes revistas de la editorial: La familia Trapisonda (Pulgarcito, 7 de julio/1958), la originalísima 13, Rue del Percebe (Tío Vivo, 6 de marzo/1961), El botones Sacarino (El DDT, 1963), Rompetechos (Tío Vivo, 1964) y Pepe Gotera y Otilio (Tío Vivo, 1966).

### Madurez
Influido por el cómic franco-belga, publicó en 1969 El sulfato atómico, la primera historieta de Mortadelo y Filemón concebida como parodia del mundo de los espías y de larga extensión. El nuevo modelo triunfó tanto a nivel nacional como internacional y Bruguera lo explotó sacando cabeceras como Mortadelo (1970), Super Mortadelo (1972), Mortadelo Gigante (1974) y Mortadelo Especial (1975), a veces sin respetar sus derechos laborales. El recrudecimiento de la censura también contribuyó al abandono de los referentes sociales locales.
Ibáñez, que en el terreno personal se convirtió en esos años en padre de dos hijas, sufrió entonces la mercantilización e industrialización progresiva de sus personajes estrella, que le obligaba a trabajar a destajo (hasta 40 páginas semanales), abandonar sus otros personajes y recurrir a colaboradores. El teórico Jesús Cuadrado lo resumió así:

La industria, el padre insaciable y saturnal: Su voracidad, engulló al vasallo, acabó con la creatividad de Ibáñez, un gran fabulador, un más que excelente narrador que se bautizó con las mismas sales (o parejas o parecidas, pero siempre ejemplares) que las de algún genio del Benelux.

En esta época, solo un personaje nuevo logró sus propias historietas: Tete Cohete (1981).
En 1985 abandonó la editorial Bruguera, que se había quedado con los derechos de sus personajes, por lo que todas las historietas protagonizadas por los mismos (y no solo parte) empezaron a ser desarrolladas completamente por otros autores, integrados en lo que se denominó Bruguera Equip. Mientras tanto, Ibáñez comenzó a trabajar para otra editorial, Grijalbo, donde en 1986 creó nuevos personajes para la revista Guai!: así nacieron Chicha, Tato y Clodoveo, de profesión sin empleo y 7, Rebolling Street.

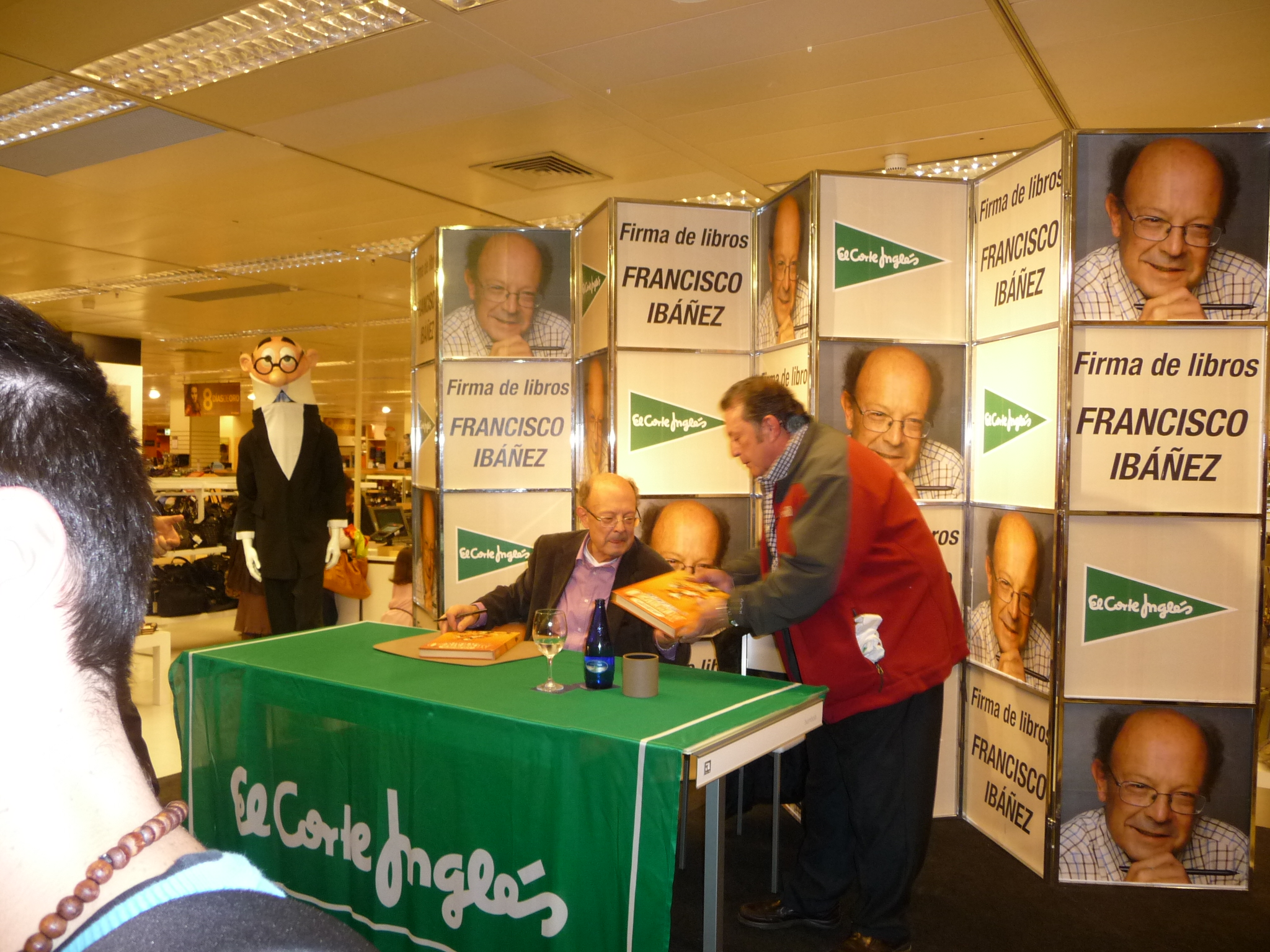
Francisco Ibáñez en una firma de libros en la ciudad de Jerez de la Frontera.

### Últimos años
Tras la publicación en 1987 de la Ley 22/1987, de Propiedad intelectual, que confirmaba la propiedad de las obras por parte de los autores, Ibáñez entró a formar parte de Ediciones B y, desde entonces, pasó a realizar unos seis nuevos álbumes de Mortadelo y Filemón por año, donde aparecen abundantes elementos de la actualidad y de las modas del momento en que los crea. Se definió como un gran defensor del cómic como arte. Había vendido más de 100 millones de ejemplares.
En 1994 ayudó junto a un equipo de Ediciones B y de la BRB Internacional a realizar la serie de animación Mortadelo y Filemón.

En 2018 recibió un homenaje de humoristas españoles reconociendo su figura.

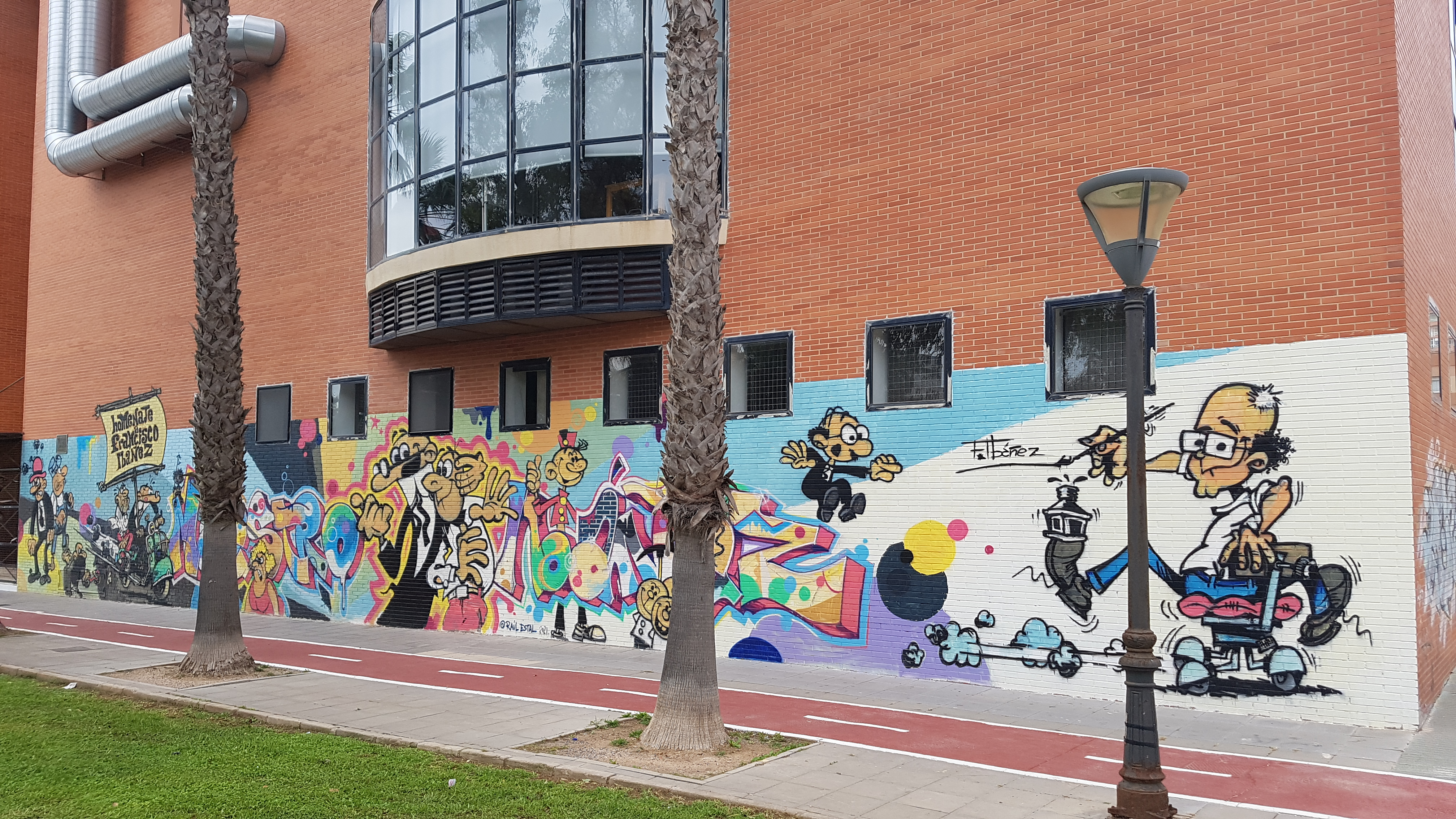
Homenaje a Francisco Ibáñez con varios de sus personajes

En 2020 La 2 le dedicó un programa de su serie "Imprescindibles".
Por su papel fomentando la lectura en generaciones de españoles, se ha tratado en repetidas ocasiones de que el dibujante fuera galardonado con el Premio Princesa de Asturias. Llegó a tener especial repercusión la iniciativa ciudadana iniciada a finales de 2020 para que se le premiara en la edición de 2021, a la que se adhirieron una treintena de eurodiputados de varios partidos, personalidades como el escritor Arturo Pérez-Reverte y el cineasta Álex de la Iglesia, entre otros. No obstante, los premios a las categorías a las que se presentó la candidatura se otorgaron a la artista Marina Abramović y a la escritora Gloria Steinem. El 4 de marzo de 2022, el eurodiputado Ibán García del Blanco, que ya encabezó la adhesión de 2020, presentó una nueva candidatura con el apoyo de otros 67 miembros del Parlamento Europeo, de 15 países; de nuevo sin éxito.
Sobre las sucesivas candidaturas, el historietista afirmó:

Para mí el premio de verdad es cuando veo a aquel niño que viene a que le firme el librito, que me está mirando encantado con los ojos como platos pensando que está como con una especie de héroe y la madre le dice: «Pero, Pepito, ¿no querías decirle algo al señor Ibáñez?». Pero Pepito no dice nada, está con aquellos ojos abiertos y se lleva el libro firmado como si fuera el tesoro más grande del mundo. Los premios oficiales o los certificados… yo tengo aquí un certificado que dice: «Francisco Ibáñez está vacunado contra la viruela», ese es el único certificado que vale [risas].
Entrevista en elDiario.es, julio de 2018.

Falleció el 15 de julio de 2023 en su ciudad natal, Barcelona.

## Familia
El 27 de mayo de 1966 se casó con Remedios Solera Sánchez y tuvieron dos hijas: Nuria (1970) y Sonia (1971-2022). También tuvo nietos.

## Estilo
Tanto Vázquez como Ibáñez se caracterizan por presentar una sucesión continua de gags desde el principio hasta el final de la historia, de tal manera que en una viñeta se prepara el gag que se va a producir en la otra. Como continúa explicando Armando Matías Guiu:

En Ibáñez tras una caída aparatosa en la que el personaje queda despachurradísimo, hecho fosfatina, en la viñeta siguiente se levanta tan tranquilo y sigue como si no le hubiera pasado nada. Cultiva el humor del absurdo, difícil de lograr; un humor espontáneo, brillante, con situaciones desquiciadas, brutalmente cómicas. El humor de Ibáñez es avasallante, te mete en su tinglado y te lleva dónde quiere.

Configuran así un tipo de humor mucho más directo y explosivo, más propenso a la carcajada que el de sus predecesores, como Peñarroya y Escobar. El propio Ibáñez reconoció que su principal influencia, hasta el punto de haberse visto obligado a copiarlo ante las instrucciones y draconianas exigencias de entrega de la Editorial Bruguera, fue Franquin.

## Caricaturas en sus obras

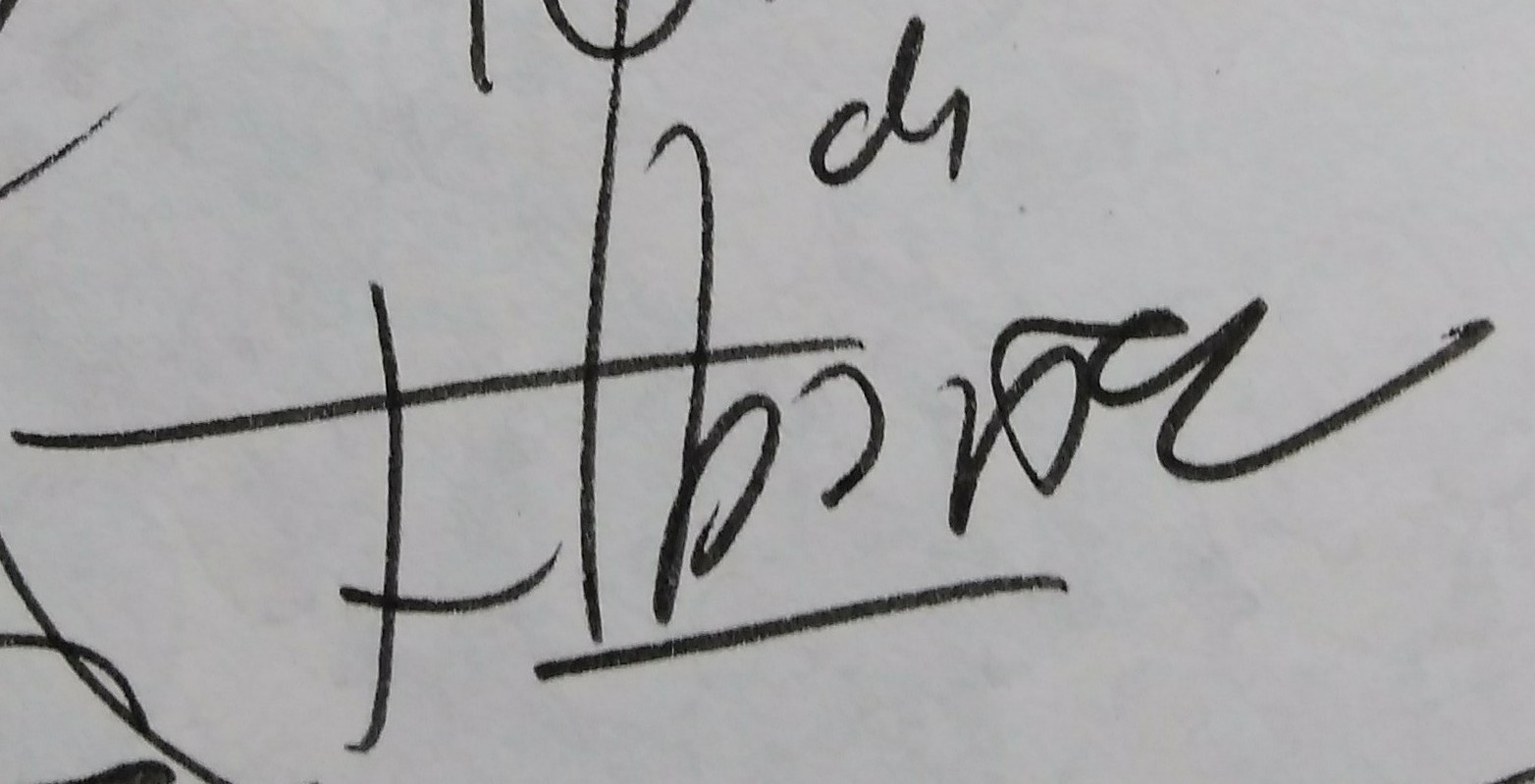
Autógrafo

El propio Ibáñez se ha caricaturizado numerosas veces en sus historietas. Ha llegado a ser un personaje más e incluso el principal en algunas. Se presenta en estas ocasiones como un individuo engreído que cobra muchos millones por dibujar y también que trabaja mucho, aunque sus propios personajes hacen burla de su capacidad para dibujar bien. También era habitual en sus tiempos en la Editorial Bruguera que, en números especiales, la redacción fuera caricaturizada y los trabajadores y dibujantes más conocidos ejercieran de personajes en una trama historietística.

## Obras

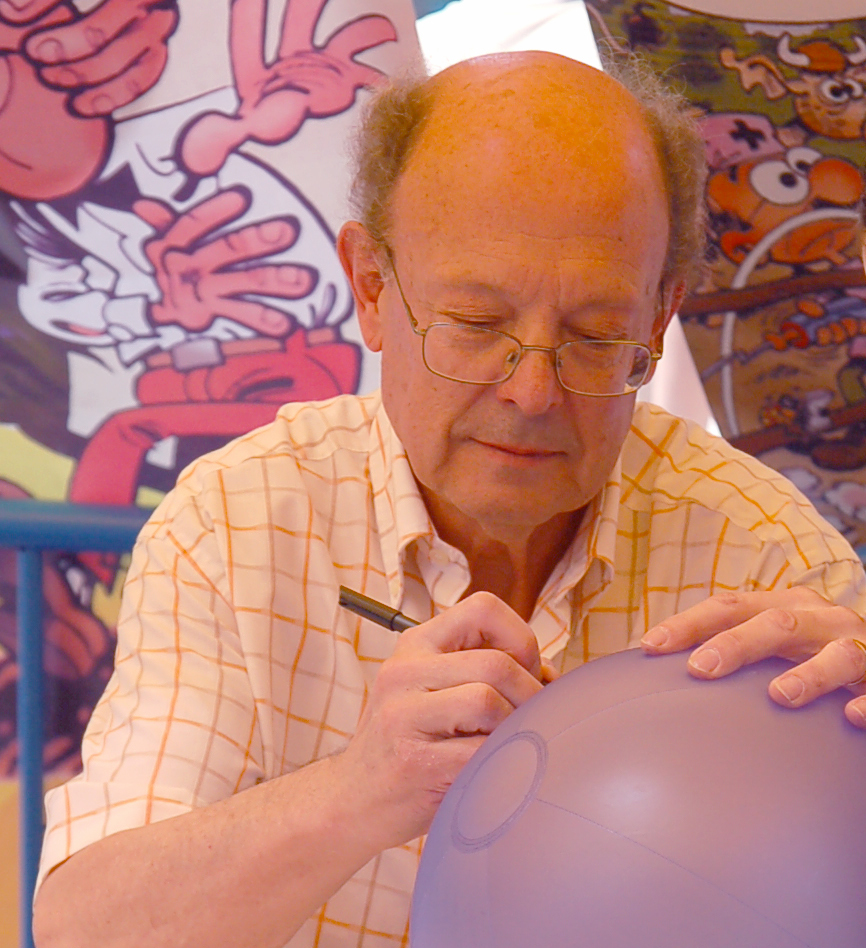
Francisco Ibáñez en la Feria del libro de Madrid, en 2007.

A lo largo de su dilatada carrera, dibujó las series:
| Años                  | Título                                                          | Publicación                                   | Editorial                       |
| --------------------- | --------------------------------------------------------------- | --------------------------------------------- | ------------------------------- |
| 1952-1958             | Kokolo                                                          | "La Risa" (2.ª época), "Hipo, Monito y Fifí"  | Marco                           |
| 1954                  | Melenas                                                         | "Hipo, Monito y Fifí", "La Risa"              | Marco                           |
| 1955                  | Don Usura                                                       | "La Risa" (2.ª época)                         | Marco                           |
| 1955                  | Haciendo el indio                                               | "La Risa" (2.ª época), "La Prensa"            | Marco                           |
| 1955                  | Dreson                                                          | "Hipo, Monito y Fifí"                         | Nueva                           |
| 1956                  | La familia Repollino                                            | "La Risa" (2.ª época),                        | Marco                           |
| 1956                  | Curiosidades y rarezas de todo el mundo (textos de Carlos Bech) | "La Risa"                                     | Marco                           |
| 1957                  | Pepe Roña                                                       | "Paseo Infantil"                              | Ediciones Generales             |
| 1957                  | El caballero Buscabollos                                        | "Paseo Infantil"                              | Ediciones Generales             |
| 1957                  | El tío Tranca                                                   | "Paseo Infantil"                              | Ediciones Generales             |
| 1957                  | Loony                                                           | "Paseo Infantil"                              | Ediciones Generales             |
| 1957                  | Furgensio                                                       | "La Risa" (2.ª época)                         | Marco                           |
| 1957                  | Pie Sucio                                                       | "La Risa" (2.ª época)                         | Marco                           |
| 1958                  | Don Adelfo                                                      | "Can Can" (1.ª época)                         | Bruguera                        |
| 1958                  | Ellas y...                                                      | "Can Can" (1.ª época)                         | Bruguera                        |
| 1958-2023             | Mortadelo y Filemón, agencia de información                     | "Pulgarcito", "Mortadelo", "Yo y Yo", etc.    | Bruguera, Grijalbo, Ediciones B |
| 1958-1968             | La familia Trapisonda, un grupito que es la monda               | "Ven y Ven", "Selecciones de Humor de El DDT" | Bruguera                        |
| 1958                  | Felisa y Colás                                                  | "Pulgarcito"                                  | Bruguera                        |
| 1958-1960             | La Historia esa, vista por Hollywood                            | "Can Can" (1.ª época)                         | Bruguera                        |
| 1960                  | Increíble, pero mentira                                         | "El Campeón de las Historietas"               | Bruguera                        |
| 1960                  | Claro que...                                                    | "Tío Vivo"                                    | Bruguera                        |
| 1960                  | Ríase...                                                        | "Tío Vivo"                                    | Bruguera                        |
| 1960-1962             | El escudero Bartolo o... ¡qué calor hace, Manolo!               | El Capitán Trueno Extra                       | Bruguera                        |
| 1961                  | Ande, ríase «usté» con el Arca de Noé                           | "El Campeón de las Historietas"               | Bruguera                        |
| 1961-1968; 2002       | 13, Rue del Percebe                                             | "Tío Vivo"                                    | Bruguera                        |
| 1961                  | Godofredo y Pascualino, viven del deporte fino                  | "El Campeón de las Historietas"               | Bruguera                        |
| 1961                  | Polito, tipo duro                                               | "Blanca"                                      | Bruguera                        |
| 1962                  | Cabeza de Ajo, el penúltimo navajo                              | "El DDT"                                      | Bruguera                        |
| 1962                  | Kitín, el amigo de los niños                                    | "El DDT", "Pulgarcito"                        | Bruguera                        |
| 1962                  | Balín y balón                                                   | "Tío Vivo"                                    | Bruguera                        |
| 1963-1982             | El botones Sacarino, de «El Aullido Vespertino»                 | "El DDT"                                      | Bruguera                        |
| 1963                  | Yo                                                              | "Pulgarcito"                                  | Bruguera                        |
| 1964-1978 y 2003-2009 | Rompetechos                                                     | "Tío Vivo", "Top Cómic"                       | Bruguera, Ediciones B           |
| 1964                  | Uhu y el niño Prudencio                                         | "Pulgarcito", "Tío Vivo" y "El DDT"           | Bruguera                        |
| 1965                  | Don Pedrito, que está como nunca                                | "Tío Vivo"                                    | Bruguera                        |
| 1965                  | El doctor Esparadrapo y su ayudante Gazapo                      | "Pulgarcito"                                  | Bruguera                        |
| 1965                  | El Sheriff de Porra City                                        | "Tío Vivo"                                    | Bruguera                        |
| 1965                  | Policarpo                                                       | "Pulgarcito"                                  | Bruguera                        |
| 1966-1970             | Pepe Gotera y Otilio, chapuzas a domicilio                      | "Tío Vivo"                                    | Bruguera                        |
| 1966                  | Pepsi-Cola presenta a Pepsiman                                  | "Pulgarcito"                                  | Bruguera                        |
| 1966                  | Doña Pura y Doña Pera, vecinas de la escalera                   | "Tío Vivo"                                    | Bruguera                        |
| 1966                  | Kina San Clemente presenta a Kinito                             | "Pulgarcito"                                  | Bruguera                        |
| 1981-1983             | Tete Cohete                                                     | "Mortadelo"                                   | Bruguera                        |
| 1986-1990             | Chicha, Tato y Clodoveo, de profesión sin empleo                | "Guai!"                                       | Grijalbo, Ediciones B           |
| 1986-1990             | 7, Rebolling Street                                             | "Guai!"                                       | Grijalbo, Ediciones B           |

## Adaptaciones al cine y tv
- La gran aventura de Mortadelo y Filemón, 2003
- Mortadelo y Filemón. Misión: salvar la Tierra, 2008
- Mortadelo y Filemón contra Jimmy el Cachondo, 2014
- Mortadelo y Filemón, agencia de información, 1969, animación
- Mortadelo y Filemón: El armario del tiempo, 1971, animación, basada en el cómic La máquina del cambiazo
- Mortadelo y Filemón (serie de televisión), 1994, animación
- El botones Sacarino, 2000, serie tv
- Humoristas gráficos y dibujantes de historietas: Francisco Ibáñez, 2002, documental
- Imprescindibles: Ibáñez, 2020, Biografía sobre: Francisco Ibáñez
- Manos a la obra - Manolo y Benito Corporeision, serie inspirada en Pepe Gotera y Otilio
- Aquí no hay quien viva (serie de televisión española), serie inspirada en 13, Rue del Percebe
- La que se avecina, serie inspirada en 13, Rue del Percebe
- Otras series inspiradas en 13, Rue del Percebe:

| País      | Título                  | Temporadas | Episodios |
| --------- | ----------------------- | ---------- | --------- |
| Argentina | Aquí no hay quien viva  | 1          | 39        |
| Francia   | Faites comme chez vous! | 1          | 24        |
| Chile     | Aquí no hay quien viva  | 1          | –         |
| Colombia  | Aquí no hay quien viva  | 1          | 99        |
| Portugal  | Aqui não há quem viva   | 2          | 52        |
| Grecia    | Η Πολυκατοικία          | 3          | 132       |
| México    | Vecinos                 | 15         | 236       |

## Filmografía
- El gran Vázquez (2010) de Óscar Aibar, en el cual el actor Manolo Solo encarna al historietista de joven.

## Exposiciones
- "FRANCISCO IBÁÑEZ, EL MAGO DEL HUMOR" (21/10/2014 al 18/01/2015), en el Círculo de Bellas Artes de Madrid.
- "Los monos de: Ibáñez"

(18/09/2019 al 12/01/2020), en el
Museo del Còmic de 
San Cugat del Vallés